# Fédération lésothienne de rugby à XV
La Fédération lésothienne de rugby à XV (officiellement en anglais : Federation of Lesotho Rugby) est l'instance qui régit l'organisation du rugby à XV au Lesotho.

## Historique
Parmi les premières traces du rugby à XV au Lesotho, le college Machabeng est le premier établissement scolaire à accueillir sa pratique sportive dans les années 1990. Plus tard, l'université nationale du Lesotho créé la première équipe du pays en son sein, les National University of Lesotho Spears.
En février 2011, le nouveau club lésothien est fondé, le Maseru Kings Rugby Club. Il entretient des relations rapprochées avec celui des Griffons, club voisin sud-africain de l'État libre. Intégrant la Eastern Free State League, cette expérience internationale sert de base au projet de création d'une fédération nationale du Lesotho ; entreprise dès 2011, la création de la Federation of Lesotho Rugby est actée en 2012.
Elle est affiliée en 2015 auprès du Comité national olympique du Lesotho.
En 2016, la fédération devient membre de Rugby Afrique, organisme africain du rugby à XV,.
Elle devient en novembre 2022 membre associé de World Rugby, organisme international du rugby à XV, avant de devenir à membre à part entière le 14 novembre 2024.

## Identité visuelle

Évolution du logo
Logo abandonné en 2019.
Logo instauré en 2019.